# Caye
Pour les articles homonymes, voir Key.
Cet article possède des paronymes, voir Kayes et caille.
Cet article concerne le terme de géographie. Pour la ville d'Haïti, voir Les Cayes (ville). Pour l'arrondissement d'Haïti, voir Arrondissement des Cayes.
Ne doit pas être confondu avec Motu.
Une caye également écrit key (prononcé [kaj]) est une petite île basse principalement composée de sable et de corail.

## Étymologie
Le mot est principalement utilisé dans les Antilles mais on l'emploie quelquefois pour des configurations similaires en environnement tropical, spécialement en Floride pour les Keys, en Australie pour la Grande Barrière et au Belize pour les cayes du Belize. On retrouve fréquemment ce terme dans le nom d'îles ou d'îlots dans les Caraïbes anglophones (Cay ou Key) ou hispanophones (Cayo). Le mot est aussi utilisé dans l'environnement plus nordique du golfe du Saint-Laurent pour faire référence à un rocher ou un récif,.
Le terme provient, par l'intermédiaire de l'espagnol cayo, d'un mot de la langue taïno : cáicu, cairi ou  caera, signifiant « récif », « îlot », « île », « terre ». D'autres mots antillais subsistent de cette langue, comme les mots "boucanier", "boucaner". 
En français, ce nom féminin est principalement employé au pluriel même si son ancienne orthographe au singulier, caye, est quelquefois utilisée, en particulier dans les noms d'îles comme aux îles Turques-et-Caïques par exemple.

## Description et formation
Une caye sablonneuse est formée par l'action des marées et du vent, et par l'accumulation sur des récifs, sur une période de temps assez longue, d'excréments d'oiseaux, de débris de coraux et de sable, habituellement sur le côté au vent mais occasionnellement sous le vent. Le temps affecte beaucoup la formation des cayes, des marées importantes avec un plus grand apport de débris peuvent les agrandir quand un cyclone tropical peut les faire complètement disparaître.
Cayo désigne des îles basses pour les hispanophones, certaines pouvant être très étendues comme cayo Romano (465 km2), dépendance de Cuba et 22e île des Antilles par la superficie.

## Exemples
L'archipel de Cuba est formée par l'île de Cuba, l'île de la Jeunesse et 4 095 cayes[réf. nécessaire].
Au Belize, le récif corallien est agrémenté d'environ 450 cayes.[réf. nécessaire]
Aux Seychelles, les îles Amirante (îles Extérieures) sont  composées de trois atolls, huit cayes, un récif corallien. 

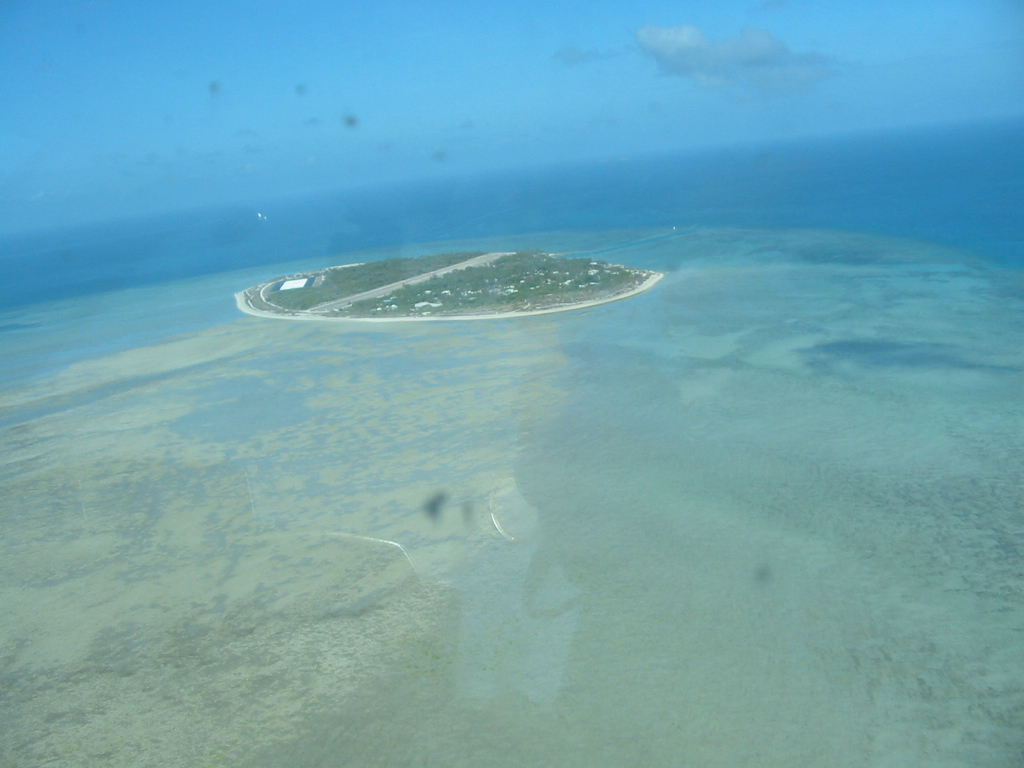
L'île Warraber dans le détroit de Torres, entre l'Australie et la Nouvelle-Guinée.
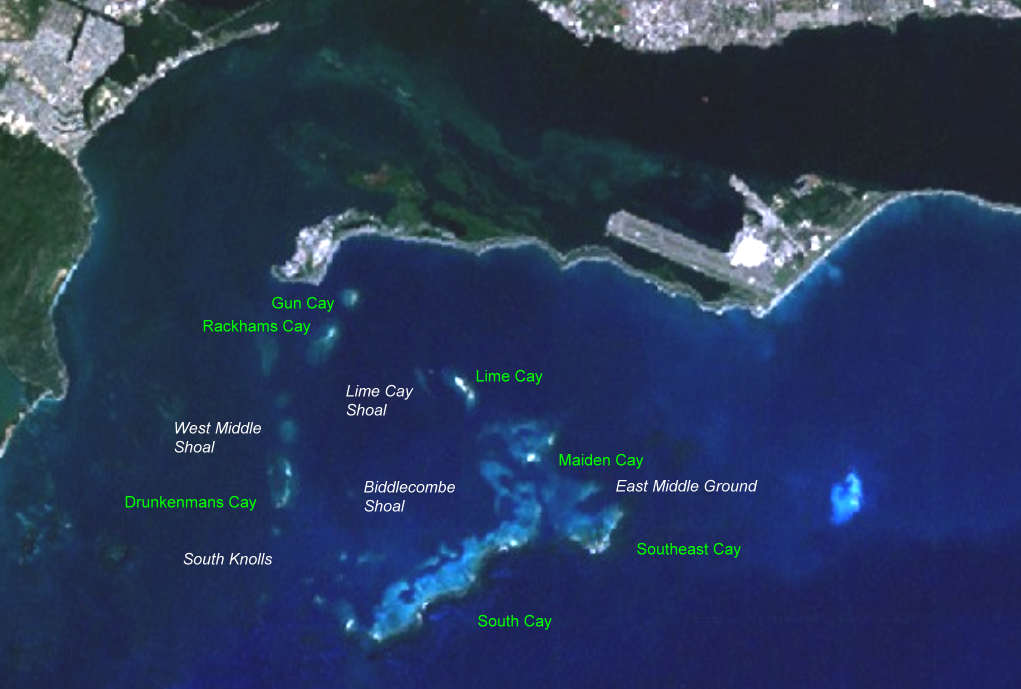
Cayes de Port Royal en Jamaïque.